# Zimrin
Zimrin (arab. زمرين) – miejscowość w Syrii, w muhafazie Dara. W 2004 roku liczyła 2048 mieszkańców.